# ダニーロ・ペレイラ・ダ・シウヴァ
ダニーロ（Danilo）またはダニーロ・ペレイラ（Danilo Pereira）ことダニーロ・ペレイラ・ダ・シウヴァ（ポルトガル語: Danilo Pereira da Silva、1999年4月7日 - ）は、ブラジル・サンパウロ出身のサッカー選手。スコティッシュ・プレミアシップ・レンジャーズFC所属。ポジションはFW。

## クラブ歴
アソシアソン・ポルトゥゲーザ・ジ・デスポルトス、SCコリンチャンス・パウリスタ、AAポンチ・プレッタ、CRヴァスコ・ダ・ガマ、サントスFCの下部組織に在籍した。
2017年9月7日に5年契約でアヤックス・アムステルダムに移籍。U-19チームに割り振られたがシーズン内にヨング・アヤックスで選手初出場を記録した。
2020年2月23日にトップチームデビューを果たすと、同月27日にはUEFAヨーロッパリーグ 2019-20 決勝トーナメント・ヘタフェCF戦にスターティングメンバーとして出場し、UEFA主催大会初出場初得点を記録した。
2020年8月14日、FCトゥウェンテに1シーズンレンタル移籍した。トゥウェンテではレギュラーの座を掴み、リーグ戦33試合で17ゴールを挙げた。
2022年5月19日、フェイエノールトに4年契約で移籍した。
2023年7月28日、レンジャーズFCへ移籍し、5年契約を結んだ。

## タイトル

### クラブ
ヨング・アヤックス
- エールステ・ディヴィジ : 1回 (2017-18)

アヤックス
- エールディヴィジ : 1回 (2021-22)

フェイエノールト
- エールディヴィジ : 1回 (2022-23)